# Pandemija prašičje gripe (2009)
Pandemija prašičje gripe leta 2009 je bila pandemija gripe, ki je trajala približno 19 mesecev, od januarja 2009 do avgusta 2010, in je bila druga od dveh pandemij, ki sta vključevali virus gripe H1N1 (prva pandemija španske gripe 1918–1920). Prvič opisan aprila 2009, se je zdelo, da je virus novi sev H1N1, ki je nastal zaradi predhodnega trojnega prerazvrščanja virusov ptičje, prašičje in človeške gripe, ki se je nadalje kombiniral z evrazijskim virusom prašičje gripe,  kar vodi do izraza " prašičja gripa ". 
Nekatere študije so ocenile, da bi lahko dejansko število primerov, vključno z asimptomatskimi in lažjimi primeri, znašalo od 700 do 1,4 milijarde ljudi - ali 11 do 21 odstotkov svetovnega prebivalstva, 6,8 milijarde,ki je živelo takrat.  Spodnja vrednost od 700 milijonov je približno več kot 500 milijonov ljudi, okuženih s pandemijo španske gripe.  Vendar je španska gripa takrat okužila veliko večji delež svetovnega prebivalstva, pri čemer je španska gripa okužila približno 500 milijonov ljudi, kar je bilo na grobo enako tretjini svetovnega prebivalstva v času pandemije. 
Število laboratorijsko potrjenih smrtnih primerov, o katerih so poročali SZO, je 18.449, [10] čeprav je po ocenah pandemija gripe H1N1 leta 2009 dejansko povzročila približno 284.000 (od 150.000 do 575.000) smrti. [16] Nadaljnja študija, opravljena septembra 2010, je pokazala, da tveganje za resne bolezni, ki so posledica gripe H1N1 leta 2009, ni večje od tveganja letne sezonske gripe. [17] Za primerjavo: WHO ocenjuje, da letno od sezonske gripe umre 250.000 do 500.000 ljudi. [18]
V nasprotju z večino sevov gripe virus pandemije H1N1 / 09 ne sorazmerno okuži odraslih, starejših od 60 let; to je bila nenavadna in značilna značilnost pandemije H1N1. [19] Tudi pri prej zdravih ljudeh se pri majhnem odstotku razvije pljučnica ali sindrom akutne dihalne stiske (ARDS). To se kaže kot povečana težava z dihanjem in se običajno pojavi tri do šest dni po začetnem pojavu simptomov gripe. [20] [21] Pljučnica, ki jo povzroča gripa, je lahko neposredna virusna pljučnica ali sekundarna bakterijska pljučnica. Članek iz časopisa New England Journal of Medicine iz novembra 2009 priporoča, naj bolniki z gripo, katerih rentgenski pregled prsnega koša kaže na pljučnico, prejmejo protivirusna zdravila in antibiotike. [22] Zlasti je opozorilni znak, če se otroku zdi, da se izboljšuje in se nato ponovi z visoko vročino, saj je ta ponovitev lahko bakterijska pljučnica. [23]